# Thomas Lemar
Thomas Lemar (Baie-Mahault, 1995. november 12. –) guadeloupei származású világbajnok francia válogatott labdarúgó, az Atlético Madrid játékosa.

## Pályafutása

### Caen
Egy francia fennhatóság alatt álló szigetországban, Guadeloupe-ban született. A 2013–14 szezon nyitófordulójában, 2013. augusztus 2-án mutatkozott be a felnőttek között a Ligue 2-ben Jérôme Rothen cseréjeként a 78. percben. A Caen 3–1-re győzte le a Dijont hazai pályán.

### AS Monaco
2016. november 22-én győztes gólt szerzett a Tottenham elleni Bajnokok Ligája csoportmérkőzésen, a Monaco pedig hazai pályán 2–1-es győzelmet aratott és ezzel biztosították továbbjutásukat a legjobb tizenhat csapat közé.
2017. március 1-jén újra győztes gólt rúgott, ezúttal az Olympique Marseille elleni rangadón volt eredményes a Ligakupában. Csapata hosszabbítás után 4–3-ra győzött, miután Rémy Cabella a 111. percben még kiegyenlítette a Marseille hátrányát. Április 1-jén Lemar a Ligakupa döntőjében gólt szerzett a Paris Saint-Germain ellen a 27. percben, de a Monaco végül 4–1-es vereséget szenvedett. Lemar minden versenysorozatot tekintve 14 gólt szerzett az idényben és bajnoki címet ünnepelhetett csapatával.
A 2017–2018-as szezont megelőző átigazolási szezonban szóba hozták a Liverpool és az Arsenal csapatával is. Június 29-én a Monaco állítólag elutasított egy 31 millió eurós ajánlatot, míg a Liverpool korábban 55 millió eurót ajánlott a csatárért.
2017. október 28-án Lemar a Monaco Bordeaux elleni 2–0-s győzelme alkalmával szerezte első idénybeli gólját. December 15-én a Saint-Étienne elleni 4–0-ra megnyert bajnokin újabb gólt szerzett. 2018. január 9-én 2–1-es győzelemhez segítette csapatát a Ligakupa negyeddöntőjében a Nizza ellen.

### Atlético Madrid
2018. június 12-én jelentették be, hogy megállapodás született a Monaco és az Atlético Madrid között Lemar átigazolásáról, akiért a spanyol klub 60 millió eurót fizetett. Június 18-án az Atlético végül hivatalosan is megerősítette az átigazolás tényét. Szeptember 22-én megszerezte első bajnoki gólját az Atlético színeiben a Getafe ellen 2–0-ra megnyert idegenbeli mérkőzésen. A 2018–19-es szezont három góllal zárta az összes sorozatot figyelembe véve.
A 2019–20-as szezonban 29 mérkőzésen szerepelt az összes kupasorozatot figyelembe véve, végül gól és gólpassz nélkül zárta az idényt. 2020. december 5-én a Valladolid ellen 2–0-ra megnyert mérkőzésen megszerezte csapata első gólját, és ezzel véget vetett a klubszinten 45 mérkőzés óta tartó gól nélküli sorozatának, amely 2019 áprilisában kezdődött.

### Válogatott
Először 2016 novemberében Kingsley Coman sérülése után hívták be a felnőtt válogatott keretébe. November 15-én az Elefántcsontpart elleni 0–0-s döntetlen alkalmával debütált, Adrien Rabiot cseréjeként állt be az utolsó 12 percre.
Részt vett a 2018-as labdarúgó-világbajnokságon.

## Statisztika

### Klubcsapatokban
2024. február 23-án frissítve.
| Klub             | Szezon           | Bajnokság        | Bajnokság | Bajnokság | Kupa  | Kupa  | Ligakupa | Ligakupa | Nemzetközi | Nemzetközi | Egyéb | Egyéb | Összes | Összes |
| Klub             | Szezon           | Liga             | Mérk.     | Gólok     | Mérk. | Gólok | Mérk.    | Gólok    | Mérk.      | Gólok      | Mérk. | Gólok | Mérk.  | Gólok  |
| ---------------- | ---------------- | ---------------- | --------- | --------- | ----- | ----- | -------- | -------- | ---------- | ---------- | ----- | ----- | ------ | ------ |
| Caen II          | 2011–12          | CFA              | 11        | 0         | —     | —     | —        | —        | —          | —          | —     | —     | 11     | 0      |
| Caen II          | 2012–13          | CFA              | 22        | 0         | —     | —     | —        | —        | —          | —          | —     | —     | 22     | 0      |
| Caen II          | 2013–14          | CFA 2            | 15        | 3         | —     | —     | —        | —        | —          | —          | —     | —     | 15     | 3      |
| Caen II          | 2014–15          | CFA 2            | 7         | 1         | —     | —     | —        | —        | —          | —          | —     | —     | 7      | 1      |
| Caen II          | Összesen         | Összesen         | 55        | 4         | —     | —     | —        | —        | —          | —          | —     | —     | 55     | 4      |
| Caen             | 2013–14          | Ligue 2          | 7         | 0         | 1     | 0     | 2        | 0        | —          | —          | —     | —     | 10     | 0      |
| Caen             | 2014–15          | Ligue 1          | 25        | 1         | 0     | 0     | 1        | 0        | —          | —          | —     | —     | 26     | 1      |
| Caen             | Összesen         | Összesen         | 32        | 1         | 1     | 0     | 3        | 0        | —          | —          | —     | —     | 36     | 1      |
| Monaco           | 2015–16          | Ligue 1          | 26        | 5         | 2     | 0     | 1        | 0        | 5          | 0          | —     | —     | 34     | 5      |
| Monaco           | 2016–17          | Ligue 1          | 34        | 9         | 2     | 2     | 3        | 1        | 16         | 2          | —     | —     | 55     | 14     |
| Monaco           | 2017–18          | Ligue 1          | 30        | 2         | 1     | 0     | 3        | 1        | 3          | 0          | 1     | 0     | 38     | 3      |
| Monaco           | Összesen         | Összesen         | 90        | 16        | 5     | 2     | 7        | 2        | 24         | 2          | 1     | 0     | 127    | 22     |
| Atlético Madrid  | 2018–19          | La Liga          | 31        | 2         | 4     | 1     | —        | —        | 7          | 0          | 1     | 0     | 43     | 3      |
| Atlético Madrid  | 2019–20          | La Liga          | 22        | 0         | 0     | 0     | —        | —        | 7          | 0          | 0     | 0     | 29     | 0      |
| Atlético Madrid  | 2020–21          | La Liga          | 27        | 1         | 1     | 1     | —        | —        | 8          | 0          | —     | —     | 36     | 2      |
| Atlético Madrid  | 2021–22          | La Liga          | 24        | 4         | 2     | 0     | —        | —        | 8          | 0          | 1     | 0     | 35     | 4      |
| Atlético Madrid  | 2022–23          | La Liga          | 27        | 1         | 3     | 0     | —        | —        | 2          | 0          | —     | —     | 32     | 1      |
| Atlético Madrid  | 2023–24          | La Liga          | 3         | 0         | 0     | 0     | —        | —        | 0          | 0          | 0     | 0     | 3      | 0      |
| Atlético Madrid  | Összesen         | Összesen         | 134       | 8         | 10    | 2     | —        | —        | 32         | 0          | 2     | 0     | 178    | 10     |
| Karrier összesen | Karrier összesen | Karrier összesen | 311       | 29        | 16    | 4     | 10       | 2        | 56         | 2          | 3     | 0     | 396    | 37     |

Jegyzetek
1. ↑  Mérkőzése(i) a Francia Kupában és a Spanyol Kupában
2. ↑  Mérkőzése(i) a Francia Kupában
3. ↑  Mérkőzése(i) a Bajnokok Ligájában: (egy mérkőzés) és az Európa Ligában (négy mérkőzés)
4. 1 2 3 4 5 6 7  Mérkőzése(i) a Bajnokok Ligájában
5. ↑  Mérkőzése(i) a Francia Szuperkupában
6. ↑  Mérkőzése(i) az UEFA-szuperkupában
7. ↑  Mérkőzése(i) a Spanyol Szuperkupában

### A válogatottban
2024. február 23-án frissítve.
| Franciaország | Franciaország | Franciaország |
| Év            | Mérk.         | Gólok         |
| ------------- | ------------- | ------------- |
| 2016          | 1             | 0             |
| 2017          | 7             | 2             |
| 2018          | 6             | 1             |
| 2019          | 8             | 1             |
| 2021          | 5             | 0             |
| Összesen      | 27            | 4             |

#### Góljai a francia válogatottban
| #  | Dátum               | Ellenfél  | Eredmény | Kiírás              | Esemény |
| -- | ------------------- | --------- | -------- | ------------------- | ------- |
| 1. | 2017. augusztus 31. | Hollandia | 4 – 0    | Vb-selejtező        | 73' 88' |
| 2. | 2018. március 23.   | Kolumbia  | 2 – 3    | Barátságos mérkőzés | 26'     |
| 3. | 2019. június 2.     | Bolívia   | 2 – 0    | Barátságos mérkőzés | 5' 66'  |

## Sikerei, díjai

### AS Monaco
- League 1: 2016–17

### Atlético Madrid
- La Liga: 2020–21
- UEFA-szuperkupa: 2018

### Válogatott
- Világbajnokság győztes:2018

### Egyéni
- UEFA-bajnokok ligája az év felfedezettjeinek csapata: 2016[23]
- UNFP Hónap játékosa–díj: 2016 november